# Verónica Valerio
Verónica Valerio (nacida en 1991) es una arpista, cantante y compositora mexicana. Actuó por primera vez cuando tenía 19 años, cantando boleros con la banda Juventud Sonera en su natal Puerto de Veracruz. Luego estudió blues en Nueva Orleans antes de asistir al conservatorio Boys & Girls Harbor en Nueva York. En 2006 actuó en el Carnegie Hall y apareció en el documental Arpa Viajera producido por la Universidad de Nueva York. Luego regresó a México pero desde entonces ha aparecido en Asia, América y Europa y ha realizado numerosas grabaciones. En 2021, colaboró con el cantante y compositor estadounidense Van Dyke Parks .

## Biografía
Nacida en Veracruz en 1991, Verónica Valerio se crio en una familia en la que tanto su padre como su tío eran arpistas. Comenzó su carrera profesional en su ciudad natal cuando tenía 19 años, cantando boleros con la banda afrocaribeña Juventud Sonera. Luego pasó un año en Nueva Orleans con músicos especializados en blues antes de mudarse a Nueva York, donde asistió al conservatorio de música Boys and Girls Harbor. Mostró interés en una variedad de géneros, incluyendo góspel, salsa y cumbia, todo lo cual contribuyó a su desarrollo como compositora experimental. Adaptó su composición a representaciones poéticas de temas de interés social contemporáneo evocando el mar, la costa, la soledad y los contrastes entre la ciudad y el campo.
En 2006, se presentó en el Carnegie Hall de Nueva York y protagonizó el documental Arpa Viajera producido por el Departamento de Antropología de la Universidad de Nueva York.  Luego regresó a México para aparecer en una serie de actuaciones vocales y de arpa presentadas como "Yo vengo aquí".
En agosto de 2017, se presentó en el Teatro de la Ciudad de la Ciudad de México junto a Sofía Rei de Argentina y Lucía Pulido de Colombia en el programa de música latinoamericana 3 voces, 3 mujeres, 3 vanguardias.  También se ha presentado en Asia, Europa y otros lugares de América Latina y ha realizado muchas grabaciones.